# روشل هادسون
روشل هادسون (انگلیسی: Rochelle Hudson؛ ۶ مارس ۱۹۱۶ – ۱۷ ژانویهٔ ۱۹۷۲) هنرپیشه اهل ایالات متحده آمریکا بود. وی بین سال‌های ۱۹۳۰ تا ۱۹۶۷ میلادی فعالیت می‌کرد.
از فیلم‌هایی که وی در آن نقش داشته است می‌توان به بینوایان و شورش بی‌دلیل اشاره کرد.